# Asociación Amateurs de Football

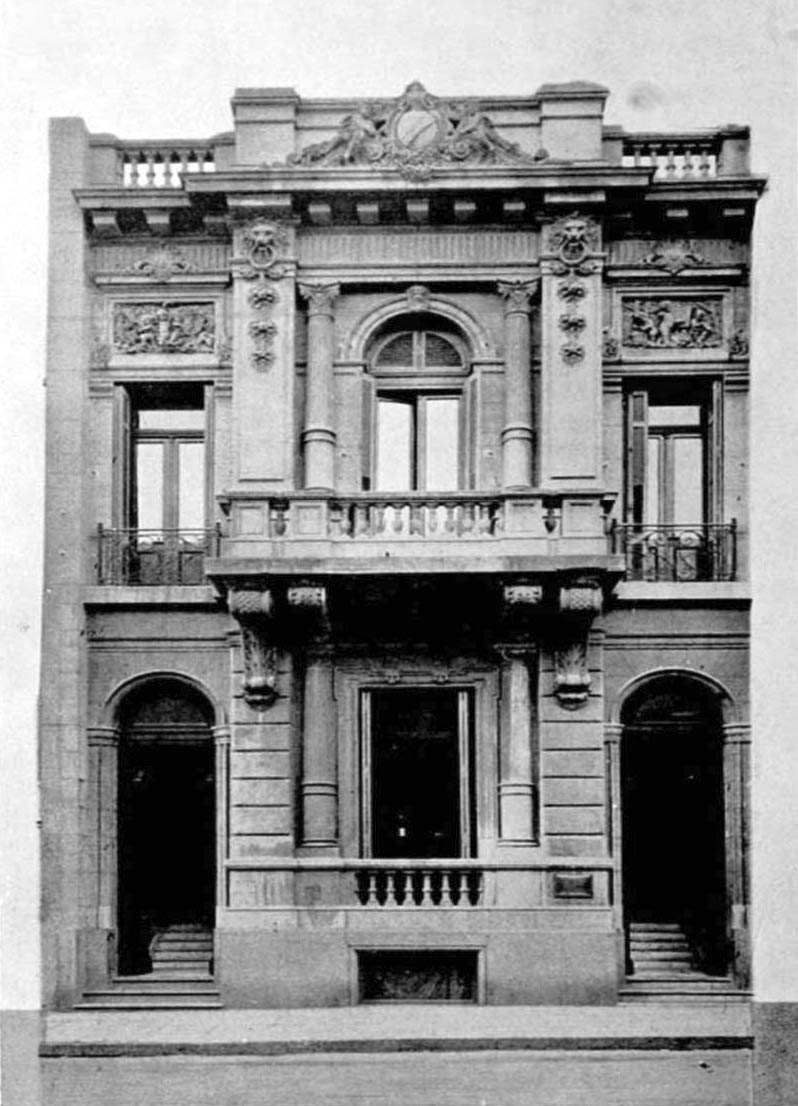
Edificio de la Asociación de Futbol Amateur

La Asociación Amateurs de Football fue una liga disidente, no reconocida entonces por la FIFA, escindida de la Asociación Argentina de Football, que organizó campeonatos paralelos entre 1919 y 1926. Estos campeonatos fueron reconocidos, luego, por la Asociación del Fútbol Argentino (AFA), y a los ganadores de los torneos de Primera División se les entregó, de manera simbólica y retroactiva, la Copa Campeonato. Consecuentemente, sus concursos son oficiales para el ente rector.

## Historia
Entre otros motivos, la ruptura se relacionaba con el llamado "amateurismo marrón", un profesionalismo encubierto en el que los clubes pagaban salarios y premios a sus jugadores de manera más o menos formal. Con el torneo de 1919 en pleno desarrollo, el 31 de agosto estalló el conflicto, y aunque el origen se remontaba a muchos años atrás, el detonante fue una resolución del tribunal de disciplina, que le descontó puntos por una supuesta mala inclusión de un jugador en varios partidos a Vélez Sarsfield, equipo que se encontraba líder en su zona de intermedia. Los clubes de Primera, intentaron defender la postura del club sancionando, pero la Asociación Argentina rechazó a los delegados de seis clubes: Estudiantil Porteño, Independiente, Platense, Racing Club, River Plate y Tigre, los que mantuvieron su postura, por lo que fueron desafiliados temporalmente. Otros siete clubes: Atlanta, Defensores de Belgrano, Estudiantes (BA), Gimnasia y Esgrima La Plata, San Isidro, San Lorenzo y Sportivo Barracas se solidarizaron con ellos y fueron expulsados directamente de la Asociación. Mientras Boca Juniors, Estudiantes de La Plata, Eureka, Huracán, Porteño y Sportivo Almagro permanecían en el ente oficial, estos trece equipos, a los que luego se agregó Vélez Sarsfield, cuyo ascenso se decretó con el torneo ya iniciado, daban forma al Campeonato de Primera División 1919, el primero organizado por la flamante entidad.
Tras siete años de desencuentros, con distintos avatares que incluyeron traspasos de clubes entre las dos asociaciones en plena temporada, el 19 de noviembre de 1926 el presidente de la Nación Marcelo T. de Alvear dictó un laudo conciliatorio que fue la base para resolver el conflicto entre ambas e impulsó la reunificación, volviendo los clubes a integrar una entidad única, dando origen a la Asociación Amateurs Argentina de Football, antecesora de la Asociación del Fútbol Argentino que organizó los torneos de primera división entre 1927 y 1930. Aun así, como parte del acuerdo, la Asociación Amateurs impuso sus condiciones, entre ellas que el estatuto de la nueva entidad fuera el suyo propio y que todos los 26 equipos que disputaron el Campeonato de Primera División 1926 se mantuvieran en la categoría superior, contra solo 7 provenientes de la Copa Campeonato 1926 de la Asociación Argentina.

## Palmarés

### Primera categoría
Denominada Primera División .
| Temp. | Campeón            | Subcampeón                       | Tercero               |
| ----- | ------------------ | -------------------------------- | --------------------- |
| 1919  | Racing Club (26)   | Vélez Sarsfield (20)             | River Plate (16)      |
| 1920  | River Plate (56)   | Racing Club (54)                 | San Lorenzo (46)      |
| 1921  | Racing Club (66)   | River Plate (54)                 | Independiente (53)    |
| 1922  | Independiente (65) | River Plate (61)                 | San Lorenzo (60)      |
| 1923  | San Lorenzo (35)   | Independiente (32)               | River Plate (31)      |
| 1924  | San Lorenzo (39)   | Gimnasia y Esgrima La Plata (37) | Independiente (36)    |
| 1925  | Racing Club (39)   | San Lorenzo (36)                 | Sportivo Almagro (32) |
| 1926  | Independiente (46) | San Lorenzo (45)                 | Platense (37)         |

### Segunda categoría
Denominada División Intermedia.
| Temp. | Campeón            | Subcampeón        | Tercero                |
| ----- | ------------------ | ----------------- | ---------------------- |
| 1919  | Barracas Central   | Quilmes           | Ferro Carril Oeste     |
| 1920  | General Mitre      | Liberal Argentino | Talleres (RdE)         |
| 1921  | Palermo            | Villa Ballester   | Liberal Argentino      |
| 1922  | Argentino del Sud  | Villa Ballester   | Liberal Argentino      |
| 1923  | Liberal Argentino  | Talleres (RdE)    | No hubo                |
| 1924  | Excursionistas     | Talleres (RdE)    | No hubo                |
| 1925  | Talleres (RdE)     | San Telmo         | No hubo                |
| 1926  | Honor y Patria (B) | San Telmo         | Conservación y Tráfico |

### Tercera categoría
Denominada Segunda División.
| Temp. | Campeón          | Subcampeón                          | Tercero                             |
| ----- | ---------------- | ----------------------------------- | ----------------------------------- |
| 1919  | Sp. Barracas III | Se desconoce                        | Se desconoce                        |
| 1920  | Oriente del Sud  | Racing III                          | No hubo                             |
| 1921  | Villa Crespo     | Rañó                                | América                             |
| 1922  | Nacional (A)     | Se desconoce                        | Se desconoce                        |
| 1923  | Acassuso         | Almagro Central o Independiente III | Almagro Central o Independiente III |
| 1924  | Racing III       | Platense III                        | Unidos de Colombres                 |
| 1925  | Perla del Plata  | Sportivo Palermo                    | No hubo                             |
| 1926  | Racing III       | Sp. Villa Fischer                   | No hubo                             |

### Cuarta categoría
Denominada Tercera División.
| Temp. | Campeón             | Subcampeón   | Tercero      |
| ----- | ------------------- | ------------ | ------------ |
| 1919  | Racing Club         | Se desconoce | Se desconoce |
| 1920  | Estudiantil Porteño | Se desconoce | Se desconoce |
| 1921  | Almagro             | Se desconoce | Se desconoce |
| 1922  | Vélez Sarsfield     | Se desconoce | Se desconoce |
| 1923  | Platense            | Se desconoce | Se desconoce |
| 1924  | Platense            | Se desconoce | Se desconoce |
| 1925  | Sp. Alsina          | Se desconoce | Se desconoce |
| 1926  | Platense            | Se desconoce | Se desconoce |